# Blitz BASIC
Il Blitz BASIC è un compilatore commerciale per il linguaggio di programmazione BASIC. In origine sviluppato per piattaforma Amiga, i compilatori Blitz BASIC sono ora disponibili su diverse piattaforme. I prodotti Blitz sono progettati principalmente per la programmazione di giochi ma supportano anche la creazione di interfacce grafiche utente e applicazioni generali. Il termine Blitz BASIC è spesso usato per riferirsi alla sintassi generale di un'intera gamma di linguaggi Blitz, incluso il prodotto originale per computer Amiga.